# Macaranga venosa
Macaranga venosa är en törelväxtart som beskrevs av John William Moore. Macaranga venosa ingår i släktet Macaranga och familjen törelväxter. IUCN kategoriserar arten globalt som livskraftig. Inga underarter finns listade i Catalogue of Life.